# Ajn al-Arab
Ajn al-Arab (arab. ‏عين العرب‎ [ʕeːn elˈʕɑrɑb], „Arabskie Źródło”) lub Kobanê (kurd.) – miasto w Syrii, w muhafazie Aleppo.
Centrum administracyjne dystryktu Ajn al-Arab i poddystryktu Ajn al-Arab.

## Historia
W spisie w 2004 roku liczyło 44 821 mieszkańców.
Od 2014 pełni funkcję centrum administracyjnego kantonu Kobanî, który wchodzi w skład autonomicznego regionu Rożawa (nieuznawanego przez władze państwowe w Damaszku).
Miejsce walk przeciwko terrorystom ISIS. W okresie 15 października 2014-20 marca 2015 miało tu miejsce oblężenie Kobanê.